# Atelopus mandingues
Atelopus mandingues es una especie de anfibios de la familia Bufonidae.
Es endémica de Colombia.
Su hábitat natural incluye montanos secos, praderas tropicales o subtropicales a gran altitud, y ríos.